# Volkswagen Jetta Roi
La Volkswagen Jetta Roi (Jetta Wang), est un modèle d'automobile Volkswagen chinois produit par FAW Volkswagen dans les usines de Changchun et Chengdu. Elle est lancée en mai 1997 et remplace dès sa sortie la Volkswagen Jetta B21. En mars 2010, elle est remplacée par la Volkswagen Jetta Pionier.

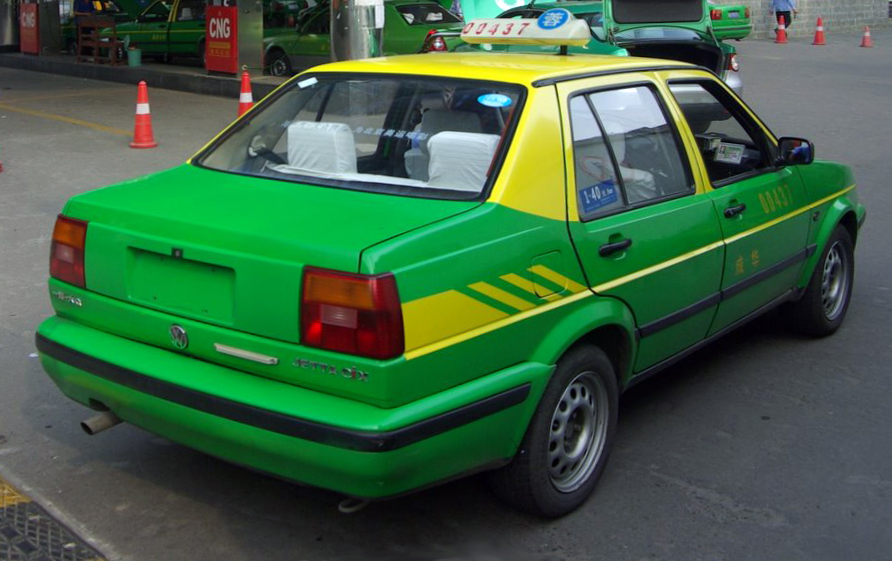
1997–2004.

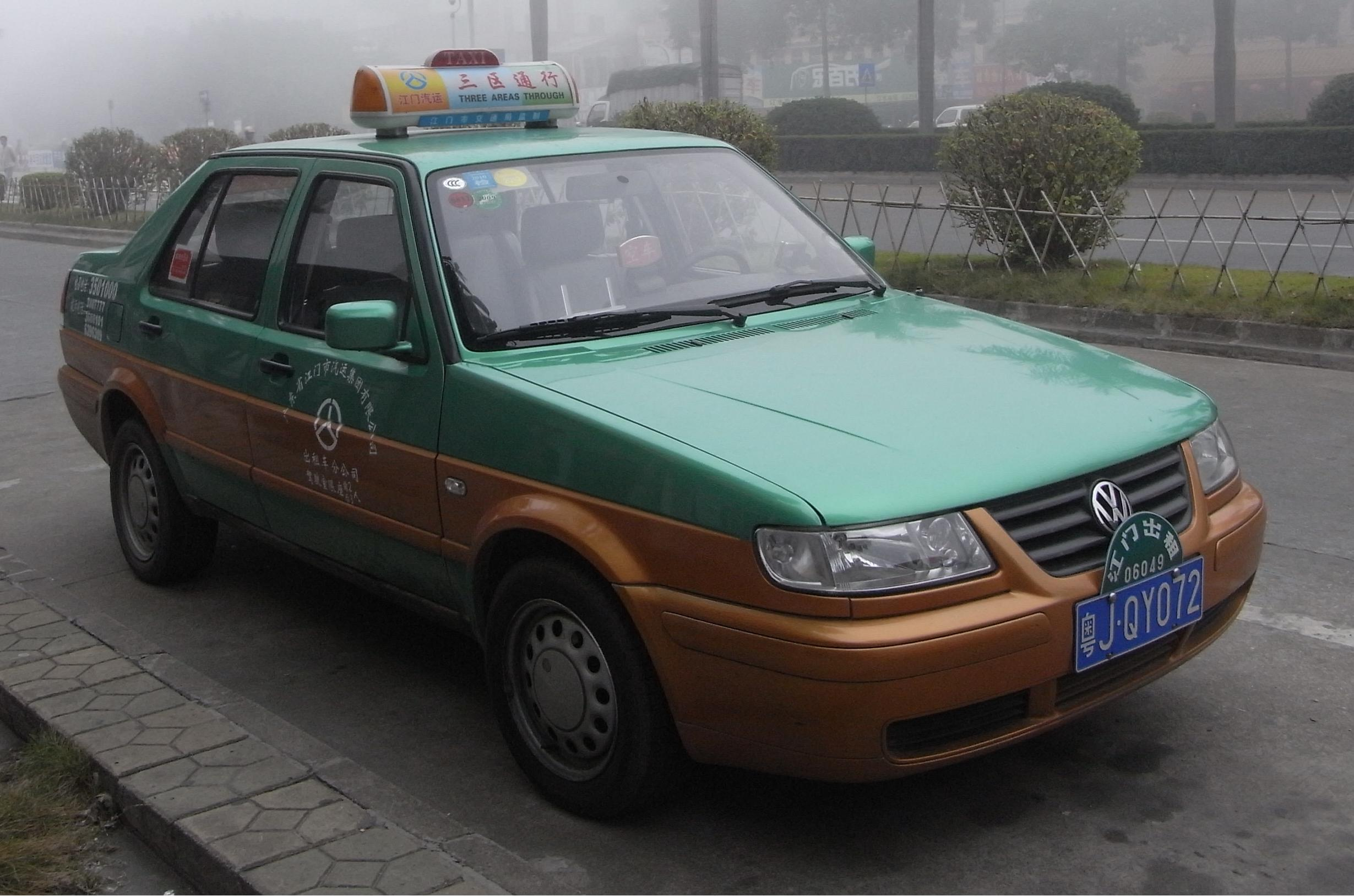
2002–2010.

La Jetta Roi provient de la combinaison technique entre la Jetta B21 et la Passat B4.
La caractéristique la plus marquante de la Jetta Roi est le nouveau frontal[Quoi ?]. L'intérieur est inspiré du Corrado et Passat B5. Les dimensions des véhicules diffèrent en fonction du type de matériel choisi. Seul le volume du coffre de 660 litres est le même pour toutes les unités.
Elle possédait à l'origine uniquement un moteur à quatre cylindres de 1,6 litre à 5 soupapes par cylindre pour 1 595 cm3. La puissance de celui-ci était de 74 kW. Elle possédait également une boîte à quatre vitesses manuelle, qui a plus tard été remplacée par une boîte à cinq vitesses. Jusqu'en novembre 1998, elle possédait une option de 4 vitesses automatiques. Un mois plus tôt, les premiers exemplaires ont été vendus avec ABS (en option).
En avril 2001, la gamme d'équipement Meeresbrise est lancée avec un moteur EFI et une puissance de 64 kW. Un moteur de 1,9 litre avec une cylindrée de 1896 cm3 et une puissance de 47 kW ont été ajoutées à la gamme en avril 2002. Le moteur de 1,6 litre est retiré des ventes. À cette même période, le modèle Meeresbrise de prestige est remplacé par la gamme Avantgarde. En juin 2002, le moteur SDI à 68 kW est sorti.
Lignes d'équipement : AT, ATF, Avantgarde, CDX, Ci, CT, GT, GTI, GTX, Meeresbrise